# Spływ zatok

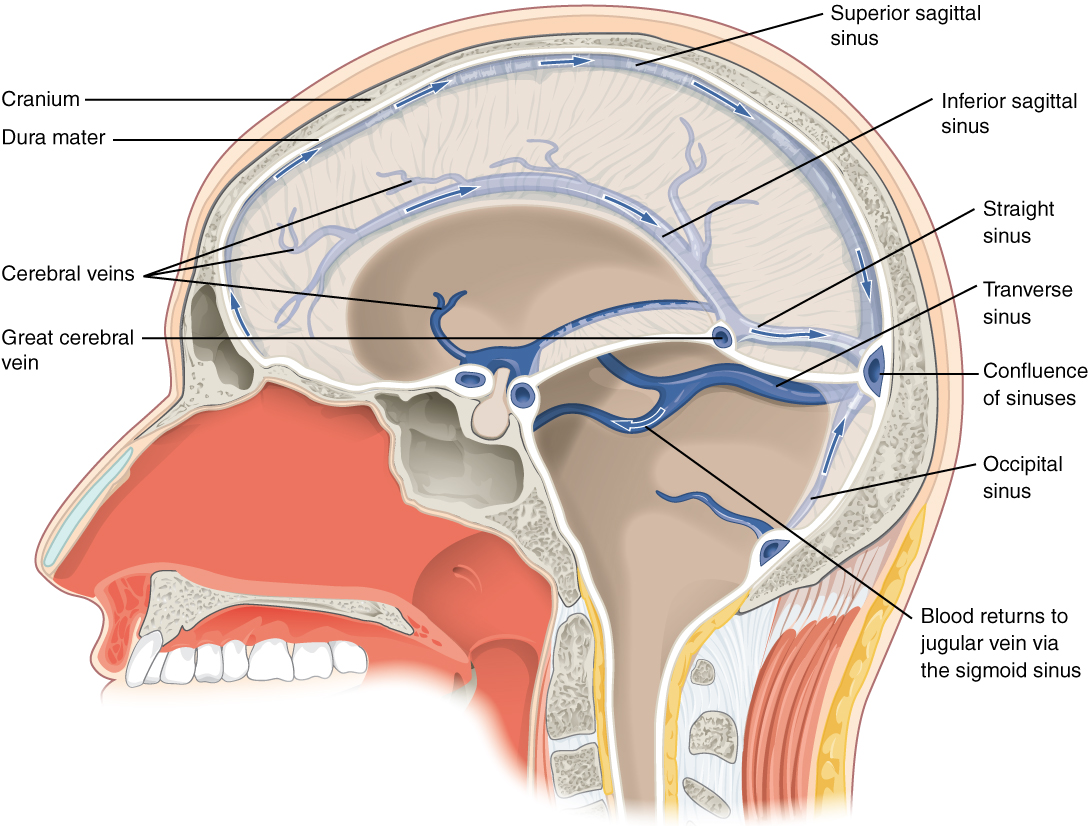
Zatoki opony trwardej. Spływ zatok podpisany Confluence of sinuses.

Spływ zatok (łac. confluens sinuum), tłocznia Herofilusa (torcular Herophili) – w anatomii człowieka miejsce połączenia zatok opony twardej mózgowia grupy górnej: zatoki strzałkowej górnej, dwóch zatok poprzecznych i zatoki prostej, zazwyczaj również zatoki potylicznej. Leży na guzowatości potylicznej wewnętrznej, pomiędzy blaszkami wypustek opony twardej: namiotu móżdżku i sierpu mózgu. Spływ zatok ma bardzo zmienną budowę, najczęściej jest asymetryczny, dobrze rozwinięty u około 10% populacji.
Nazwa eponimiczna upamiętnia Herofilosa, greckiego lekarza.